# 合里兀答儿
合里兀答儿（Qali'udar），《蒙古秘史》记作合里兀答儿，《新元史》作合兒忽答，《圣武亲征录》作哈柳答儿，蒙古帝国建国功臣之一。
1203年，铁木真被克烈部王汗突袭，败退至班朱尼湖。成吉思汗之弟拙赤合撒儿虽孤身来投，但妻儿均被王汗俘获。合撒儿定下计策，派沼兀列亦惕部的合里兀答儿、兀良哈部的察兀儿罕为使者前往王汗处，假称：“我尚未与兄长铁木真会合，正过着困苦的生活。听说妻儿在王汗麾下，若能派遣值得信赖的使者前来，我愿归附王汗帐下。” 借此刺探克烈军情报。合撒儿还暗中叮嘱察兀儿罕等人：“我等将尾随使者行动，在客鲁涟河流域的的阿儿合勒·苟吉设伏，你们返程时务必向此地靠拢。”
合里兀答儿与察兀儿罕抵达王汗处后，依计转达了合撒儿的言辞。王汗毫无防备，轻信了他们的话，派亲信亦秃儿坚为使者随二人返回。当察兀儿罕等人按约定抵达阿儿合勒·苟吉时，亦秃儿坚察觉异样想要逃走，合里兀答儿纵马疾驰堵截前路，察兀儿罕从后方张弓射倒其坐骑，将亦秃儿坚生擒。此后，铁木真通过察兀儿罕等人掌握了克烈部动向，以其为向导奇袭王汗大营，最终取胜。